# فاولباخ
فاولباخ (به آلمانی: Faulbach) یک شهر در آلمان است که در Miltenberg واقع شده‌است.